# Palaeomolis schotlaenderi
Palaeomolis schotlaenderi là một loài bướm đêm thuộc phân họ Arctiinae, họ Erebidae.